# Ignacy Rupert Bniński
Ignacy Rupert Bniński herbu Łodzia (ur. 27 marca 1743, zm. 22 września 1804 w Gułtowach) – rotmistrz chorągwi 8. Brygady Kawalerii Narodowej w latach 1776–1789, starosta średzki i wschowski, konsyliarz województwa poznańskiego w konfederacji targowickiej 1792 roku.
Był członkiem Komisji Dobrego Porządku dla miast królewskich województwa poznańskiego w 1779 roku.